# Opéra sauvage
Opéra sauvage of  L’opéra sauvage is een studioalbum van Vangelis. Het bevat een gedeelte van de muziek die Vangelis schreef voor een 21-delige documentairereeks van Frédéric Rossif onder die naam. De muziek klinkt uiterst melodieus en doet denken aan de muziek die hij later schreef bij Chariots of Fire. Het album is opgenomen in Vangelis’ eigen Nemo Studio in Londen.

## Musici
- Vangelis – synthesizers, elektronica
- Jon Anderson – harp

## Muziek
| Nr. | Titel          | Duur  |
| --- | -------------- | ----- |
| 1.  | Hymne          | 2:40  |
| 2.  | Rêve           | 12:26 |
| 3.  | L´enfant       | 4:57  |
| 4.  | Mouettes       | 2:28  |
| 5.  | Chromatique    | 3:25  |
| 6.  | Irlande        | 4:43  |
| 7.  | Flamants roses | 11:50 |

Het album was vooral in de Verenigde Staten populair met een 42e plaats  en 39 weken in de Billboard Album Top 200. Hymne werd nog uitgegeven als single.